# NGC 5838
NGC 5838 é uma galáxia elíptica (E-S0) localizada na direcção da constelação de Virgo. Possui uma declinação de +02° 05' 56" e uma ascensão recta de 15 horas, 05 minutos e 26,0 segundos.
A galáxia NGC 5838 foi descoberta em 24 de Fevereiro de 1786 por William Herschel.